# Krystyna Zawilska
Krystyna Maria Zawilska (ur. 10 grudnia 1937 w Łodzi, zm. 23 sierpnia 2019 w Poznaniu) – polska hematolog, prof. dr hab. nauk medycznych.

## Życiorys
Córka Kajetana i Wandy. W 1960 ukończyła studia medyczne na Akademii Medycznej im. Karola Marcinkowskiego w Poznaniu. Uzyskała stopień doktora habilitowanego, a w 1989 nadano jej tytuł profesora w zakresie nauk medycznych.
Uzyskała specjalizacje lekarskie z zakresu chorób wewnętrznych, hematologii i angiologii.
Pracowała w Katedrze i Klinice Hematologii i Chorób Rozrostowych Układu Krwiotwórczego i w Katedrze i Klinice Hematologii i Chorób Rozrostowych Układu Krwiotwórczego na II Wydziale Lekarskim Uniwersytetu Medycznego im. Karola Marcinkowskiego w Poznaniu.
W latach 2007–2013, była ordynatorem oddziału chorób wewnętrznych i hematologii Szpitala im J. Strusia w Poznaniu. Przez cały okres swojej zawodowej kariery zajmowała się układem hemostazy i jego zaburzeń.
Była prezesem Polskiego Towarzystwa Angiologicznego i redaktorem naczelnym portalu hemostaza.edu.pl.
W 2004 otrzymała Krzyż Kawalerski Orderu Odrodzenia Polski.

## Publikacje
- 2005: Prospective, Randomized, Multicenter Phase III, Polish Adult Leukemia Group (PALG) Study Comparing DAF (DNR+AraC+Fludarabine), DAC (DNR+AraC+Cladribine), and Standard DA Regimen in Induction of Untreated Acute Myeloid Leukemia Patients - First Report[2]
- 2005: Rola aktywowanego przez trombinę inhibitora fibrynolizy (TAFI) w zaburzeniach fibrynolizy osoczowej w otyłości[2]
- 2006: Cladribine alone and in combination with cyclophosphamide or cyclophosphamide plus mitoxantrone in the treatment of progressive chronic lymphocytic leukemia : raport of a prospective, multicenter, randomized trial of the Polish Adult Leukemia Group (PALG CLL2)[2]
- 2009: Pharmacokinetic study of a high-purity factor IX concentrate (Factor IX Grifols) with a 6-month follow up in previously treated patients with severe haemophilia B[2]
- 2009: Zasady postępowania we wrodzonych zaburzeniach czynności płytek krwi. Cz. 3.[2]
- 2009: Polskie zalecenia postępowania we wrodzonych skazach krwotocznych na tle niedoboru czynników krzepnięcia]. Część III: Zasady postępowania we wrodzonych zaburzeniach czynności płytek krwi[2]